# Naturaleza versus crianza

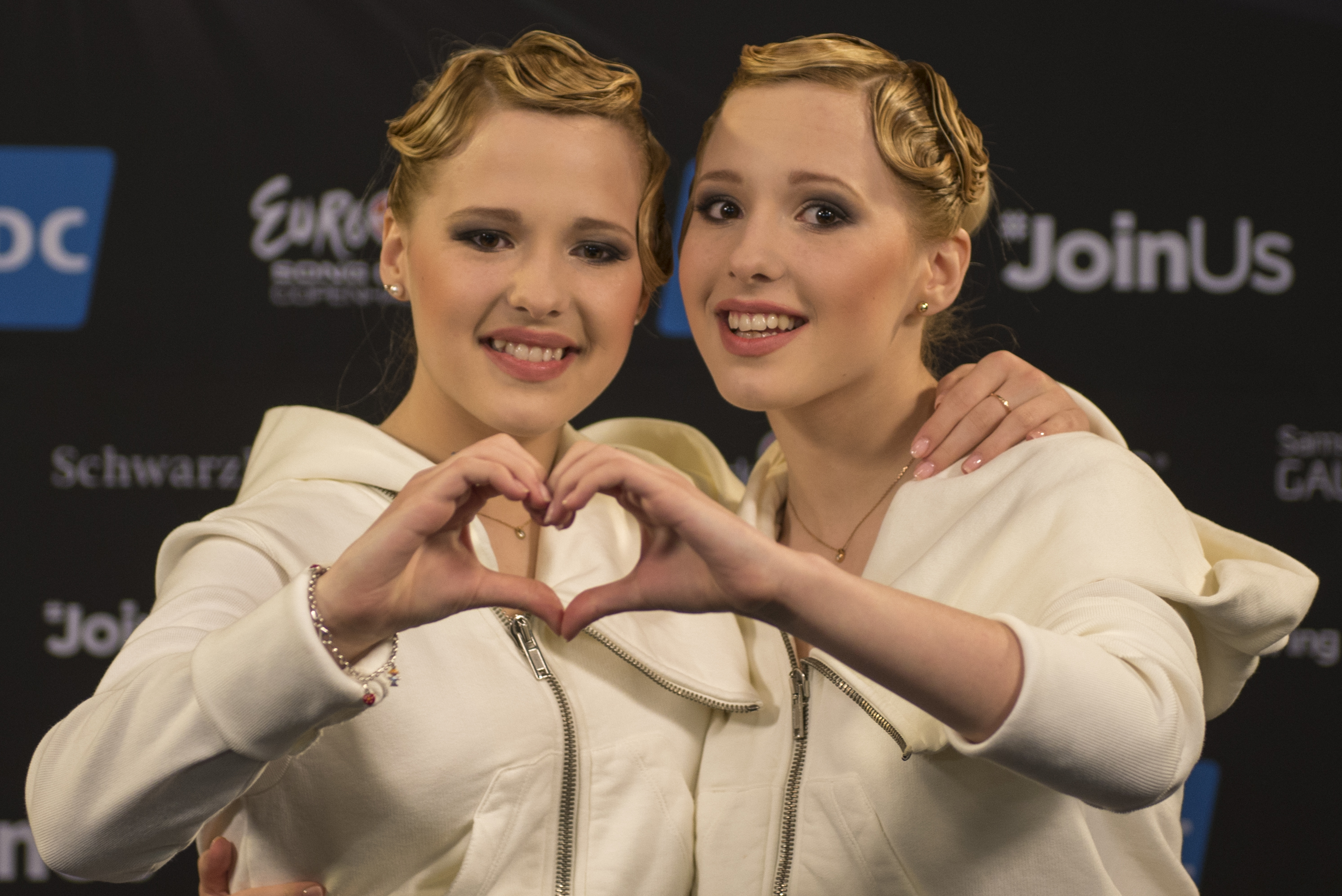
En el siglo XX, los estudios de gemelos separados al nacer ayudaron a comprender mejor el debate sobre la naturaleza versus la crianza. Los gemelos idénticos que se crían aparte del nacimiento tenían las mismas posibilidades de ser tan similares en comportamientos y rasgos psicológicos como los gemelos que se criaron juntos. Se comprende cada vez más que los efectos ambientales son en su mayoría aleatorios, en lugar de efectos sistemáticos de la crianza de los hijos o la cultura.

El debate naturaleza versus crianza (a veces llamado también natura-nurtura, por la expresión alterada original en inglés "nature-nurture", que se ha venido usando al menos desde
el período isabelino y se remonta al francés medieval) implica la pregunta sobre si el comportamiento humano está determinado por el entorno, ya sea prenatal o durante la vida de una persona, o por los genes de una persona.
La combinación complementaria de los dos conceptos, si se nace o se hace, es un concepto antiguo (griego: ἁπό φύσεως καὶ εὐτροφίας).  La naturaleza es lo que la gente considera como un cableado previo y está influenciada por la herencia genética y otros factores biológicos. La crianza se toma generalmente como la influencia de factores externos después de la concepción, por ejemplo, el producto de la exposición, la experiencia y el aprendizaje de un individuo.
La frase en su sentido moderno fue popularizada por el erudito victoriano Francis Galton, el fundador moderno de la eugenesia y la genética del comportamiento cuando discutía la influencia de la herencia y el medio ambiente en el avance social. Galton fue influenciado por El origen de las especies escrito por su medio primo, el evolucionista Charles Darwin.
En el libro A Brief History of Psychology, Michael Wertheimer y Antonio E. Puente discuten cómo las teorías de Darwin y Galton discrepaban entre sí. La teoría de la evolución de Darwin era empírica y veía a la totalidad de la especie humana como una máquina. Cuando se trataba de la naturaleza, Darwin adoptó la postura de que los humanos no deberían hacer nada para inferir de ella. Si hay una enfermedad, no se debe intentar crear una cura, sino que se debe dejar que la enfermedad siga su curso. Al hacerlo, la enfermedad elimina naturalmente a los que son débiles. Esta línea de pensamiento es lo que llevó al resumen citado a menudo de la teoría de Darwin de la "supervivencia del más apto".
Galton, por otro lado, propuso que uno debería interferir con la naturaleza para mejorar la condición humana. A través de la Eugenesia, aquellos que eran superiormente inteligentes se aparearían con personas inteligentes y las personas que posean un nivel de CI más bajo deberían ser esterilizadas. Esto se convirtió en un tema bastante controvertido en los Estados Unidos.
La opinión de que los seres humanos adquieren todos o casi todos sus rasgos de comportamiento a partir de la "crianza" fue denominada tabula rasa ("tablilla en blanco, pizarra") por John Locke en 1690. Una visión de pizarra en blanco (a veces denominada tablilla en blanco) en la psicología del desarrollo humano, que asume que los rasgos de comportamiento humano se desarrollan casi exclusivamente a partir de influencias ambientales, se mantuvo ampliamente durante gran parte del siglo XX. El debate entre la negación "tajante" de la influencia de la heredabilidad y el punto de vista que admite tanto los rasgos ambientales como los heredables, a menudo se ha planteado en términos de naturaleza versus crianza. Estos dos enfoques contradictorios del desarrollo humano estuvieron en el centro de una disputa ideológica sobre las agendas de investigación a lo largo de la segunda mitad del siglo XX. Como se descubrió que tanto los factores de "naturaleza" como los de "crianza" contribuían sustancialmente, a menudo de manera inextricable, la mayoría de los estudiosos del desarrollo humano consideraban ingenuos o anticuados esos puntos de vista en la década de 2000.
Por lo tanto, se ha afirmado que la fuerte dicotomía de naturaleza versus crianza tiene una relevancia limitada en algunos campos de investigación. Se han encontrado ciclos de retroalimentación cercanos en los que la naturaleza y la crianza se influyen mutuamente constantemente, como se ve en la autodomesticación. En ecología y genética del comportamiento, los investigadores creen que la crianza tiene una influencia esencial en la naturaleza. De manera similar, en otros campos, la línea divisoria entre un rasgo heredado y uno adquirido se vuelve poco clara, como en la epigenética o el desarrollo fetal.

## Historia del debate
Según los Registros del Gran Historiador (94 a. C.) de Sima Qian, durante el levantamiento de Chen Sheng Wu Guang en 209 a. C., Chen Sheng preguntó "¿cómo se pueden determinar genéticamente los reyes, nobles, generales y ministros?" (王侯 將 相 寧 有種 乎) para llamar a la revolución.  Aunque Chen fue obviamente negativo a la pregunta, la frase a menudo se ha citado como una búsqueda temprana del problema de la naturaleza versus la crianza.
El Ensayo sobre el entendimiento humano (1690), de John Locke, se cita a menudo como el documento fundacional de la vista de pizarra en blanco. En este libro, Locke critica específicamente la afirmación de René Descartes de una idea innata de Dios que es universal para la humanidad. La opinión de Locke fue duramente criticada en su propio tiempo. Anthony Ashley-Cooper, tercer conde de Shaftesbury, se quejó de que al negar la posibilidad de cualquier idea innata, Locke "arrojó todo orden y virtud del mundo", lo que llevó al relativismo moral total. En el siglo XIX, la perspectiva predominante era contraria a la de Locke, tendiendo a centrarse en el "instinto". Leda Cosmides y John Tooby señalaron que William James (1842-1910) argumentó que los humanos tienen más instintos que los animales, y que una mayor libertad de acción es el resultado de tener más instintos psicológicos, no menos.
La cuestión de las "ideas innatas" o "instintos" tenía cierta importancia en la discusión del libre albedrío en la filosofía moral. En la filosofía del siglo XVIII, esto se expresó en términos de "ideas innatas" que establecían la presencia de una virtud universal, requisito previo para la moral objetiva. En el siglo XX, este argumento se invirtió de alguna manera, ya que algunos filósofos (J. L. Mackie) ahora argumentaban que los orígenes evolutivos de los rasgos del comportamiento humano nos obligan a admitir que no hay fundamento para la ética, mientras que otros (Thomas Nagel) la tratan como un campo de afirmaciones cognitivamente válidas en completo aislamiento de las consideraciones evolutivas.

### De principios a mediados del siglo XX
A principios del siglo XX, hubo un mayor interés en el papel del medio ambiente, como reacción al fuerte enfoque en la herencia pura a raíz del éxito triunfal de la teoría de la evolución de Darwin. Durante este tiempo, las ciencias sociales se desarrollaron como el proyecto de estudiar la influencia de la cultura en limpio aislamiento de las cuestiones relacionadas con la "biología". The Mind of Primitive Man (1911) de Franz Boas estableció un programa que dominaría la antropología estadounidense durante los próximos 15 años. En este estudio, estableció que en cualquier población, la biología, el lenguaje, la materia y la cultura simbólica son autónomas; que cada una es una dimensión igualmente importante de la naturaleza humana, pero que ninguna de estas dimensiones se puede reducir a otra.

#### Conductismo purista
John B. Watson en las décadas de 1920 y 1930 estableció la escuela de conductismo purista que se convertiría en dominante en las décadas siguientes. A menudo se dice que Watson estaba convencido del dominio absoluto de la influencia cultural sobre cualquier cosa que pudiera contribuir la herencia. Esto se basa en la siguiente cita que se repite con frecuencia sin contexto, ya que la última oración se omite con frecuencia, lo que genera confusión sobre la posición de Watson:
Dame una docena de bebés sanos, bien formados y mi propio mundo específico para criarlos y te garantizo que tomaré a cualquiera al azar y lo entrenaré para que se convierta en cualquier tipo de especialista que pueda seleccionar: médico, abogado, artista, comerciante-jefe y, sí, incluso mendigo y ladrón, independientemente de sus talentos, inclinaciones, tendencias, habilidades, vocaciones y raza de sus antepasados. Estoy yendo más allá de mis hechos y lo admito, pero también lo han hecho los defensores de lo contrario y lo han estado haciendo durante muchos miles de años.
Durante las décadas de 1940 a 1960, Ashley Montagu fue una destacada defensora de esta forma purista de conductismo que no permitía contribución alguna de la herencia:
El hombre es hombre porque no tiene instintos, porque todo lo que es y en lo que ha llegado a ser lo ha aprendido, adquirido de su cultura ... con la excepción de las reacciones instinctoides en los bebés a los retiros repentinos de apoyo y a los ruidos fuertes repentinos, el ser humano. el ser carece por completo de instintos.
En 1951, Calvin Hall sugirió que la dicotomía que opone la naturaleza a la crianza es, en última instancia, infructuosa.
En African Genesis (1961) y The Territorial Imperative (1966), Robert Ardrey defiende los atributos innatos de la naturaleza humana, especialmente en lo que respecta a la territorialidad. Desmond Morris en The Naked Ape (1967) expresa puntos de vista similares. La oposición organizada al tipo de "pálpito en blanco" purista de Montagu comenzó a repuntar en la década de 1970, encabezada notablemente por E. O. Wilson (On Human Nature, 1979).
La herramienta de estudios de gemelos se desarrolló como un diseño de investigación destinado a excluir todos los factores de confusión basados en rasgos de comportamiento heredados. Dichos estudios están diseñados para descomponer la variabilidad de un rasgo dado en una población dada en un componente genético y ambiental. Los estudios de gemelos establecieron que, en muchos casos, había un componente hereditario significativo. Estos resultados no apuntaron, de ninguna manera, a una contribución abrumadora de factores hereditarios, con la heredabilidad típicamente entre el 40% y el 50%, por lo que la controversia no puede plantearse en términos de conductismo purista versus nativismo purista. Más bien, fue el conductismo purista el que fue reemplazado gradualmente por la visión ahora predominante de que ambos tipos de factores generalmente contribuyen a un rasgo dado, expresado de manera anecdótica por Donald Hebb como una respuesta a la pregunta "¿cuál, la naturaleza o la crianza, contribuye más a la personalidad?" preguntando en respuesta: "¿Qué contribuye más al área de un rectángulo, su longitud o su ancho?"
En una vía de investigación comparable, el antropólogo Donald Brown en la década de 1980 examinó cientos de estudios antropológicos de todo el mundo y recopiló un conjunto de universales culturales. Identificó aproximadamente 150 de tales características, llegando a la conclusión de que efectivamente existe una "naturaleza humana universal", y que estas características apuntan a lo que es esa naturaleza humana universal.

#### Determinismo
En el punto álgido de la controversia, durante las décadas de 1970 a 1980, el debate estuvo muy ideologizado. En Not in Our Genes: Biology, Ideology and Human Nature (1984), Richard Lewontin, Steven Rose y Leon Kamin critican el "determinismo genético" desde un marco marxista, argumentando que "la ciencia es la máxima legitimadora de la ideología burguesa... Si el determinismo biológico es un arma en la lucha entre clases, entonces las universidades son fábricas de armas, y sus facultades de enseñanza e investigación son los ingenieros, diseñadores y trabajadores de producción". Así, el debate pasó de si existen rasgos hereditarios a si era política o éticamente permisible admitir su existencia. Los autores niegan esto, solicitando que las inclinaciones evolutivas sean descartadas en las discusiones éticas y políticas independientemente de si existen o no.

### Decenio de 1990
Los estudios de heredabilidad se volvieron mucho más fáciles de realizar y, por lo tanto, mucho más numerosos, con los avances de los estudios genéticos durante la década de 1990. A fines de la década de 1990, se había acumulado una abrumadora cantidad de evidencia que equivale a una refutación de las formas extremas de "picardía" defendidas por Watson o Montagu.
Estas revisiones se resumieron en libros dirigidos a un público popular de finales de la década de 1990. En The Nurture Assumption: Why Children Turn Out the Way They Do (1998), Judith Rich Harris fue anunciada por Steven Pinker como un libro que "llegará a ser visto como un punto de inflexión en la historia de la psicología". Sin embargo, Harris fue criticado por exagerar el punto de que "la educación de los padres parece importar menos de lo que se pensaba" con la implicación de que "los padres no importan".
La situación tal como se presentó a fines del siglo XX se resumió en The Blank Slate: The Modern Denial of Human Nature (2002) de Steven Pinker. El libro se convirtió en un éxito de ventas y fue fundamental para llamar la atención de un público más amplio sobre el cambio de paradigma que se alejó del purismo conductista de las décadas de 1940 a 1970 que había tenido lugar durante las décadas anteriores.
Pinker retrata la adhesión al slatismo en blanco como un dogma ideológico vinculado a otros dos dogmas encontrados en la visión dominante de la naturaleza humana en el siglo XX:
1. "Noble salvaje", en el sentido de que la gente nace buena y se corrompe por la mala influencia.
2. "Fantasma en la máquina", en el sentido de que hay un alma humana capaz de elecciones morales completamente desvinculada de la biología.

Pinker sostiene que los tres dogmas se mantuvieron durante un período prolongado incluso frente a la evidencia porque se los consideraba deseables en el sentido de que si cualquier rasgo humano está puramente condicionado por la cultura, cualquier rasgo no deseado (como el crimen o la agresión) puede ser manipulado por medios puramente culturales (políticos). Pinker se centra en las razones que supone que fueron responsables de reprimir indebidamente la evidencia en sentido contrario, en particular el miedo a las consecuencias políticas o ideológicas (imaginadas o proyectadas).

## Estimaciones de heredabilidad

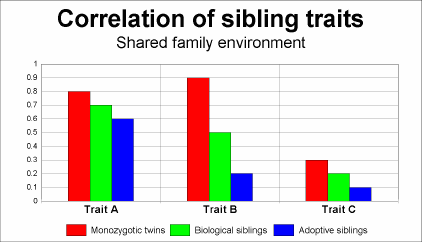
Este cuadro ilustra tres patrones que uno podría ver al estudiar la influencia de los genes y el medio ambiente en los rasgos de los individuos. El rasgo A muestra una alta correlación entre hermanos, pero poca heredabilidad (es decir, alta varianza ambiental compartida c^{2}; baja heredabilidad h^{2}). El rasgo B muestra una alta heredabilidad, ya que la correlación del rasgo aumenta drásticamente con el grado de similitud genética. El rasgo C muestra baja heredabilidad, pero también bajas correlaciones en general; esto significa que el Rasgo C tiene una alta varianza ambiental no compartida e^{2}. En otras palabras, el grado en que los individuos muestran el Rasgo C tiene poco que ver con los genes o con factores ambientales ampliamente predecibles; aproximadamente, el resultado se acerca al azar para un individuo. Tenga en cuenta también que incluso los gemelos idénticos criados en una familia común rara vez muestran una correlación de rasgos del 100%.

Es importante señalar que el término heredabilidad se refiere solo al grado de variación genética entre personas en un rasgo. No se refiere al grado en que un rasgo de un individuo en particular se debe a factores ambientales o genéticos. Los rasgos de un individuo son siempre un complejo entretejido de ambos. Para un individuo, incluso con rasgos fuertemente influenciados genéticamente u "obligados", como el color de ojos, asuma las entradas de un ambiente típico durante el desarrollo ontogenético (por ejemplo, ciertos rangos de temperatura, niveles de oxígeno, etc.).
Por el contrario, el "índice de heredabilidad" cuantifica estadísticamente hasta qué punto la variación entre individuos en un rasgo se debe a la variación en los genes que portan esos individuos. En animales en los que la cría y el medio ambiente se pueden controlar experimentalmente, la heredabilidad se puede determinar con relativa facilidad. Tales experimentos no serían éticos para la investigación humana. Este problema puede superarse encontrando poblaciones de humanos existentes que reflejen el entorno experimental que el investigador desea crear.
Una forma de determinar la contribución de los genes y el entorno a un rasgo es estudiar a los gemelos. En un tipo de estudio, los gemelos idénticos criados por separado se comparan con parejas de personas seleccionadas al azar. Los gemelos comparten genes idénticos, pero entornos familiares diferentes. Los gemelos criados por separado no se asignan al azar a padres adoptivos o de crianza temporal. En otro tipo de estudio de gemelos, los gemelos idénticos criados juntos (que comparten el entorno familiar y los genes) se comparan con los gemelos fraternos criados juntos (que también comparten el entorno familiar, pero solo comparten la mitad de sus genes). Otra condición que permite la disociación de genes y medio ambiente es la adopción. En un tipo de estudio de adopción, los hermanos biológicos criados juntos (que comparten el mismo entorno familiar y la mitad de sus genes) se comparan con los hermanos adoptivos (que comparten su entorno familiar pero ninguno de sus genes).
En muchos casos, se ha descubierto que los genes hacen una contribución sustancial, incluidos rasgos psicológicos como la inteligencia y la personalidad. Sin embargo, la heredabilidad puede diferir en otras circunstancias, por ejemplo, la privación ambiental. Ejemplos de rasgos de heredabilidad baja, media y alta incluyen:
Los estudios de gemelos y de adopción tienen sus límites metodológicos. Por ejemplo, ambos están limitados a la variedad de entornos y genes que muestrean. Casi todos estos estudios se llevan a cabo en países occidentales y, por lo tanto, no necesariamente pueden extrapolarse a nivel mundial para incluir poblaciones no occidentales. Además, ambos tipos de estudios dependen de supuestos particulares, como el supuesto de entornos iguales en el caso de los estudios de gemelos y la falta de efectos preadoptivos en el caso de los estudios de adopción.
Dado que la definición de "naturaleza" en este contexto está ligada a la "heredabilidad", la definición de "crianza" se ha vuelto, en consecuencia, muy amplia, incluyendo cualquier tipo de causalidad que no sea heredable. Por tanto, el término se ha alejado de su connotación original de "influencias culturales" para incluir todos los efectos del medio ambiente, incluidos; de hecho, una fuente sustancial de información ambiental para la naturaleza humana puede surgir de variaciones estocásticas en el desarrollo prenatal y, por lo tanto, no es en ningún sentido del término "cultural".

## Interacción gen-ambiente
Las interacciones de los genes con el medio ambiente, llamadas interacciones gen-medio ambiente, son otro componente del debate naturaleza-crianza. Un ejemplo clásico de interacción gen-ambiente es la capacidad de una dieta baja en el aminoácido fenilalanina para suprimir parcialmente la enfermedad genética fenilcetonuria. Otra complicación más del debate naturaleza-crianza es la existencia de correlaciones entre genes y medio ambiente. Estas correlaciones indican que los individuos con ciertos genotipos tienen más probabilidades de encontrarse en ciertos entornos. Por tanto, parece que los genes pueden moldear (la selección o creación de) entornos. Incluso utilizando experimentos como los descritos anteriormente, puede ser muy difícil determinar de manera convincente la contribución relativa de los genes y el medio ambiente.
La heredabilidad se refiere al origen de las diferencias entre las personas. El desarrollo individual, incluso de rasgos altamente heredables, como el color de los ojos, depende de una serie de factores ambientales, desde los otros genes del organismo, hasta variables físicas como la temperatura, los niveles de oxígeno, etc. durante su desarrollo u ontogénesis.
Se puede decir de manera significativa que la variabilidad del rasgo se debe en ciertas proporciones a diferencias genéticas ("naturaleza") o entornos ("crianza"). Para los trastornos genéticos mendelianos altamente penetrantes, como la enfermedad de Huntington, prácticamente toda la incidencia de la enfermedad se debe a diferencias genéticas. Los modelos animales de Huntington viven vidas mucho más largas o más cortas dependiendo de cómo se les cuide.
En el otro extremo, rasgos como el idioma nativo están determinados por el medio ambiente: los lingüistas han descubierto que cualquier niño (si es capaz de aprender un idioma) puede aprender cualquier idioma humano con la misma facilidad. Sin embargo, con prácticamente todos los rasgos biológicos y psicológicos, los genes y el entorno funcionan en conjunto, comunicándose de un lado a otro para crear al individuo.
A nivel molecular, los genes interactúan con señales de otros genes y del medio ambiente. Si bien hay muchos miles de rasgos de locus de un solo gen, los llamados rasgos complejos se deben a los efectos aditivos de muchos (a menudo cientos) de pequeños efectos de genes. Un buen ejemplo de esto es la altura, donde la varianza parece extenderse a muchos cientos de loci.
Las condiciones ambientales o genéticas extremas pueden predominar en circunstancias excepcionales: si un niño nace mudo debido a una mutación genética, no aprenderá a hablar ningún idioma independientemente del entorno; de manera similar, alguien que es prácticamente seguro que en algún momento desarrollará la enfermedad de Huntington de acuerdo con su genotipo puede morir en un accidente no relacionado (un evento ambiental) mucho antes de que la enfermedad se manifieste.

La visión de la heredabilidad de "dos cubos".

Una visión más realista de la heredabilidad de un "mudpie homogéneo".

Steven Pinker también describió varios ejemplos:
[C]oncretos rasgos de comportamiento que dependen evidentemente del contenido proporcionado por el hogar o la cultura (qué idioma se habla, qué religión se practica, qué partido político se apoya) no son heredables en absoluto. Pero los rasgos que reflejan los talentos y temperamentos subyacentes (cuán competente es el lenguaje, cuán religioso, cuán liberal o conservador es una persona) son parcialmente heredables.
Cuando los rasgos están determinados por una interacción compleja de genotipo y medio ambiente, es posible medir la heredabilidad de un rasgo dentro de una población. Sin embargo, muchos no científicos que encuentran un informe de un rasgo que tiene un cierto porcentaje de heredabilidad imaginan contribuciones aditivas no interaccionales de los genes y el entorno al rasgo. Como analogía, algunos laicos pueden pensar que el grado de un rasgo se compone de dos "cubos", genes y medio ambiente, cada uno capaz de mantener una cierta capacidad del rasgo. Pero incluso para las heredabilidades intermedias, un rasgo siempre está conformado tanto por las disposiciones genéticas como por los entornos en los que se desarrollan las personas, simplemente con plasticidades mayores y menores asociadas con estas medidas de heredabilidad.
Las medidas de heredabilidad siempre se refieren al grado de variación entre los individuos de una población. Es decir, como estas estadísticas no se pueden aplicar a nivel del individuo, sería incorrecto decir que si bien el índice de heredabilidad de la personalidad es de aproximadamente 0,6, el 60% de la personalidad se obtiene de los padres y el 40% del entorno. Para ayudar a comprender esto, imagine que todos los humanos son clones genéticos. El índice de heredabilidad para todos los rasgos sería cero (toda la variabilidad entre individuos clonales debe deberse a factores ambientales). Y, contrariamente a las interpretaciones erróneas del índice de heredabilidad, a medida que las sociedades se vuelven más igualitarias (todos tienen experiencias más similares), el índice de heredabilidad aumenta (a medida que los entornos se vuelven más similares, la variabilidad entre individuos se debe más a factores genéticos).
También se debe tener en cuenta el hecho de que las variables de heredabilidad y ambientalidad no son precisas y varían dentro de una población elegida y entre culturas. Sería más exacto afirmar que el grado de heredabilidad y ambientalidad se mide en su referencia a un fenotipo particular en un grupo elegido de una población en un período de tiempo dado. La precisión de los cálculos se ve además obstaculizada por el número de coeficientes tomados en consideración, siendo la edad una de esas variables. La visualización de la influencia de la heredabilidad y la ambientalidad difiere drásticamente entre los grupos de edad: cuanto mayor es la edad estudiada, más notorio se vuelve el factor de heredabilidad, cuanto más jóvenes son los sujetos de prueba, más probable es que muestren signos de fuerte influencia de los factores medioambientales.
Un estudio realizado por T. J .Bouchard, Jr. mostró datos que han sido evidencia de la importancia de los genes al evaluar a gemelos de mediana edad criados juntos y separados. Los resultados mostrados han sido evidencia importante en contra de la importancia del entorno a la hora de determinar, la felicidad, por ejemplo. En el estudio de gemelos criados separados, en realidad se encontró que había una correlación más alta para los gemelos monocigóticos criados separados (0.52) que para los gemelos monocigóticos criados juntos (0.44). Además, destacando la importancia de los genes, estas correlaciones encontraron una correlación mucho mayor entre gemelos monocigóticos que dicigóticos que tenían una correlación de 0.08 cuando se crían juntos y -0.02 cuando se crían separados.
Algunos han señalado que los factores ambientales afectan la expresión de los genes. Esta es una explicación de cómo el medio ambiente puede influir en la medida en que se manifestará realmente una disposición genética. 

### Adaptaciones obligadas vs. facultativas
Los rasgos pueden considerarse adaptaciones (como el cordón umbilical), subproductos de adaptaciones (el ombligo) o debido a variaciones aleatorias (forma convexa o cóncava del ombligo).  Una alternativa a contrastar la naturaleza y la crianza se centra en las adaptaciones "obligadas vs. facultativas". Las adaptaciones pueden ser generalmente más obligatorias (robustas frente a la variación ambiental típica) o más facultativas (sensibles a la variación ambiental típica). Por ejemplo, el gratificante sabor dulce del azúcar y el dolor de las lesiones corporales son adaptaciones psicológicas obligadas; la variabilidad ambiental típica durante el desarrollo no afecta mucho su funcionamiento.
Por otro lado, las adaptaciones facultativas son algo así como declaraciones "si-entonces". Un ejemplo de adaptación psicológica facultativa puede ser el estilo de apego adulto. Se propone que el estilo de apego de los adultos (por ejemplo, un "estilo de apego seguro", la propensión a desarrollar vínculos estrechos y de confianza con los demás) dependa de si se puede confiar en que los cuidadores de la primera infancia de un individuo brinden asistencia y atención confiables. Un ejemplo de adaptación fisiológica facultativa es el bronceado de la piel al exponerse a la luz solar (para evitar daños en la piel). También se ha propuesto la adaptación social facultativa. Por ejemplo, se ha propuesto que si una sociedad es guerrera o pacífica depende de cuánta amenaza colectiva esté experimentando la sociedad.

### Técnicas avanzadas
Los estudios cuantitativos de los rasgos hereditarios arrojan luz sobre la cuestión.
El análisis genético del desarrollo examina los efectos de los genes a lo largo de la vida humana. Los primeros estudios de inteligencia, que examinaron principalmente a niños pequeños, encontraron que la heredabilidad medía entre un 40 y un 50%. Los análisis genéticos del desarrollo posteriores encontraron que la variación atribuible a los efectos ambientales aditivos es menos aparente en las personas mayores, y que la heredabilidad estimada del coeficiente intelectual aumenta en la edad adulta.
El análisis genético multivariado examina la contribución genética a varios rasgos que varían juntos. Por ejemplo, el análisis genético multivariado ha demostrado que los determinantes genéticos de todas las capacidades cognitivas específicas (por ejemplo, memoria, razonamiento espacial, velocidad de procesamiento) se superponen en gran medida, de modo que los genes asociados con cualquier capacidad cognitiva específica afectarán a todos los demás. De manera similar, el análisis genético multivariado ha encontrado que los genes que afectan el rendimiento escolar se superponen completamente con los genes que afectan la capacidad cognitiva.
El análisis de extremos examina el vínculo entre los rasgos normales y patológicos. Por ejemplo, se plantea la hipótesis de que un determinado trastorno conductual puede representar un extremo de una distribución continua de un comportamiento normal y, por tanto, un extremo de una distribución continua de variación genética y ambiental. En este contexto, se han examinado la depresión, las fobias y las discapacidades de lectura.
Para algunos rasgos altamente heredables, los estudios han identificado loci asociados con la variación en ese rasgo, por ejemplo, en algunos individuos con esquizofrenia.

## Heredabilidad de la inteligencia
Las funciones cognitivas tienen un componente genético importante. Un metaanálisis de 2015 de más de 14 millones de pares de gemelos encontró que la genética explicaba el 57% de la variabilidad en las funciones cognitivas. La evidencia de la investigación genética del comportamiento sugiere que los factores ambientales familiares pueden tener un efecto sobre el coeficiente intelectual de la infancia, lo que representa hasta una cuarta parte de la variación. El informe de la Asociación Estadounidense de Psicología "Inteligencia: lo conocido y lo desconocido" (1995) afirma que no hay duda de que el desarrollo infantil normal requiere un cierto nivel mínimo de atención responsable. Aquí, el medio ambiente juega un papel en lo que se cree que es completamente genético (inteligencia), pero se encontró que los ambientes severamente privados, negligentes o abusivos tienen efectos altamente negativos en muchos aspectos del desarrollo del intelecto de los niños. Sin embargo, más allá de ese mínimo, el papel de la experiencia familiar está en grave disputa. Por otro lado, al final de la adolescencia esta correlación desaparece, de modo que los hermanos adoptivos ya no tienen puntajes de CI similares. 
Además, los estudios de adopción indican que, en la edad adulta, los hermanos adoptivos no son más similares en CI que los extraños (correlación de CI cercana a cero), mientras que los hermanos completos muestran una correlación de CI de 0,6. Los estudios de gemelos refuerzan este patrón: los gemelos monocigóticos (idénticos) criados por separado tienen un coeficiente intelectual muy similar (0,74), más que los gemelos dicigóticos (fraternos) criados juntos (0,6) y mucho más que los hermanos adoptivos (~0,0). Los estudios de adopción recientes también encontraron que los padres solidarios pueden tener un efecto positivo en el desarrollo de sus hijos.

## Rasgos de personalidad
La personalidad es un ejemplo citado con frecuencia de un rasgo hereditario que se ha estudiado en gemelos y adoptados utilizando diseños de estudios de genética conductual. La organización categórica más famosa de rasgos de personalidad hereditarios fue definida en la década de 1970 por dos equipos de investigación liderados por Paul Costa y Robert R. McCrae y Warren Norman & Lewis Goldberg en los que hicieron que las personas calificaran sus personalidades en más de 1000 dimensiones y luego las redujeron, en "Los cinco grandes" factores de la personalidad: apertura, escrupulosidad, extraversión, amabilidad y neuroticismo. La estrecha relación genética entre los rasgos de personalidad positivos y, por ejemplo, nuestros rasgos de felicidad son las imágenes especulares de la comorbilidad en psicopatología. Estos factores de personalidad fueron consistentes en todas las culturas y muchos estudios también han probado la heredabilidad de estos rasgos.
Los gemelos idénticos criados separados son mucho más similares en personalidad que las parejas de personas seleccionadas al azar. Asimismo, los gemelos idénticos son más similares que los gemelos fraternos. Además, los hermanos biológicos son más similares en personalidad que los hermanos adoptivos. Cada observación sugiere que la personalidad es hereditaria hasta cierto punto. Un artículo de apoyo se había centrado en la heredabilidad de la personalidad (que se estima en alrededor del 50% para el bienestar subjetivo) en el que se realizó un estudio utilizando una muestra representativa de 973 pares de gemelos para probar las diferencias heredables en el bienestar subjetivo que se descubrió que estaban plenamente explicados por el modelo genético de los dominios de personalidad del modelo de cinco factores. Sin embargo, estos mismos diseños de estudio permiten el examen del entorno y de los genes.
Los estudios de adopción también miden directamente la fuerza de los efectos familiares compartidos. Los hermanos adoptados comparten solo el entorno familiar. La mayoría de los estudios sobre adopción indican que en la edad adulta las personalidades de los hermanos adoptados son poco o nada más similares que las parejas de extraños al azar. Esto significaría que los efectos familiares compartidos sobre la personalidad son cero en la edad adulta.
En el caso de los rasgos de personalidad, los efectos ambientales no compartidos a menudo superan los efectos ambientales compartidos. Es decir, los efectos ambientales que normalmente se piensa que dan forma a la vida (como la vida familiar) pueden tener un impacto menor que los efectos no compartidos, que son más difíciles de identificar. Una posible fuente de efectos no compartidos es el entorno del desarrollo prenatal. Las variaciones aleatorias en el programa genético de desarrollo pueden ser una fuente sustancial de medio ambiente no compartido. Estos resultados sugieren que la "crianza" puede no ser el factor predominante en el "medio ambiente". El medio ambiente y nuestras situaciones, de hecho, impactan nuestras vidas, pero no la forma en que normalmente reaccionamos a estos factores ambientales. Estamos preestablecidos con rasgos de personalidad que son la base de cómo reaccionaríamos ante situaciones. Un ejemplo sería cómo los prisioneros extravertidos se vuelven menos felices que los prisioneros introvertidos y reaccionan a su encarcelamiento de manera más negativa debido a su personalidad extravertida preestablecida. : Ch 19  Se ha demostrado de alguna manera la existencia de genes del comportamiento cuando observamos a los gemelos fraternos. Cuando los gemelos fraternos se crían separados, muestran las mismas similitudes en comportamiento y respuesta que si hubieran sido criados juntos.

## Genética

### Genómica
La relación entre la personalidad y el propio bienestar de las personas está influenciada y mediada por genes. Se ha descubierto que existe un punto fijo estable para la felicidad que es característico del individuo (determinado en gran medida por los genes del individuo). La felicidad fluctúa alrededor de ese punto de ajuste (nuevamente, determinado genéticamente) en función de si nos están sucediendo cosas buenas o malas ("crianza"), pero solo fluctúa en pequeña magnitud en un ser humano normal. El punto medio de estas fluctuaciones viene determinado por la "gran lotería genética" con la que nacen las personas, lo que les lleva a concluir que lo felices que pueden sentirse en este momento o con el tiempo se debe simplemente a la suerte del sorteo, o gen. Esta fluctuación tampoco se debió al logro educativo, que solo representó menos del 2% de la varianza en el bienestar de las mujeres y menos del 1% de la varianza para los hombres.
Consideran que las individualidades medidas junto con las pruebas de personalidad se mantienen estables a lo largo de la vida de un individuo. Además, creen que los seres humanos pueden refinar sus formas o personalidad, pero nunca cambiarlas por completo. La Teoría de la Evolución de Darwin condujo a naturalistas como George Williams y William Hamilton al concepto de evolución de la personalidad. Sugirieron que los órganos físicos y también la personalidad son producto de la selección natural.
Con el advenimiento de la secuenciación genómica, se ha hecho posible buscar e identificar polimorfismos genéticos específicos que afectan rasgos como el coeficiente intelectual y la personalidad. Estas técnicas funcionan rastreando la asociación de diferencias en un rasgo de interés con diferencias en marcadores moleculares específicos o variantes funcionales. Un ejemplo de un rasgo humano visible para el que la base genética precisa de las diferencias es relativamente bien conocida es el color de los ojos.
Al discutir el papel significativo de la heredabilidad genética en relación con el nivel de felicidad de uno, se ha encontrado que del 44% al 52% de la variación en el bienestar de uno está asociada con la variación genética. Sobre la base de la nueva prueba de muestras más pequeñas de estudios de gemelos después de 4, 5 y 10 años, se estima que la heredabilidad del componente genético estable del bienestar subjetivo se acerca al 80%. Otros estudios han encontrado que los genes tienen una gran influencia en la varianza encontrada en las medidas de felicidad, exactamente alrededor del 35-50%.
En contraste con las opiniones desarrolladas en la década de 1960 de que la identidad de género se aprende principalmente (lo que llevó a un cambio de sexo quirúrgico basado en políticas en niños como David Reimer), la genómica ha proporcionado pruebas sólidas de que tanto el sexo como las identidades de género están influenciadas principalmente por genes:

### Estudios de vinculación y asociación
En sus intentos por localizar los genes responsables de configurar determinados fenotipos, las investigaciones recurren a dos técnicas diferentes. El estudio de vinculación facilita el proceso de determinar una ubicación específica en la que se encuentra un gen de interés. Esta metodología se aplica solo entre individuos que están relacionados y no sirve para identificar genes específicos. Sin embargo, reduce el área de búsqueda, lo que facilita la localización de uno o varios genes en el genoma que constituyen un rasgo específico.
Los estudios de asociación, por otro lado, son más hipotéticos y buscan verificar si una determinada variable genética influye realmente en el fenotipo de interés. En los estudios de asociación es más común utilizar el enfoque de casos y controles, comparando al sujeto con determinantes hereditarios relativamente más altos o más bajos con el sujeto de control.

## Otras lecturas
- Honeycutt, Hunter (30 de septiembre de 2019). La naturaleza y la crianza como tensión perdurable en la historia de la psicología . Enciclopedia de investigación de psicología de Oxford. Oxford: Prensa de la Universidad de Oxford. doi.org/10.1093/acrefore/9780190236557.013.518
- Ceci, Stephen J.; Williams, Wendy M., eds. (1999). The Nature–nurture debate: the essential readings. Malden (MA): Blackwell Publishing. ISBN 978-0-631-21739-8. Resumen divulgativo (29 July 2010).
- García Coll, Cynthia; Bearer, Elaine L.; Lerner, eds. (2004). Nature and Nurture: The Complex Interplay of Genetic and Environmental Influences on Human Behavior and Development. Mahwah (NJ): Lawrence Erlbaum. ISBN 978-0-8058-4387-3. Resumen divulgativo (21 November 2010).
- Rutter, Michael (2006). Genes and Behavior: Nature–Nurture Interplay Explained. Malden (MA): Wiley-Blackwell. ISBN 978-1-4051-1061-7. Resumen divulgativo (3 September 2010).
- Goldhaber, Dale (9 de julio de 2012). The Nature–Nurture Debates: Bridging the Gap. Cambridge University Press. ISBN 978-0-521-14879-5. Consultado el 24 de noviembre de 2013. Resumen divulgativo (24 November 2013).
- Keller, Evelyn Fox (21 de mayo de 2010). The Mirage of a Space between Nature and Nurture. Duke University Press. ISBN 978-0-8223-4731-6. Resumen divulgativo (12 November 2013).
- Ducarme, Frédéric; Couvet, Denis (2020). «What does 'nature' mean?». Palgrave Communications (Springer Nature) 6 (14). doi:10.1057/s41599-020-0390-y.